# Wintermond (Band)
Wintermond ist eine deutsche Rockband, die seit Anfang 2004 besteht.

## Geschichte
Wintermond wurde am Anfang des Jahres 2004 gegründet. Bandgründer Didic gründete das Projekt, um seine eigenen musikalischen Ideen umzusetzen, nachdem sich seine vorherige Band aufgelöst hatte. Ursprünglich war Wintermond als reines Soloprojekt gedacht, doch daraus entwickelte sich dann ein Duo, als Gabrielle 2005 für den weiblichen Gesang dazustieß.
Im Laufe 2008 wurde die Band noch einmal grundlegend erweitert. Nun stießen Luk, Julian und Chris dazu, damit Wintermond auch live auftreten konnte.
Mitte des Jahres 2011 erweiterte Wintermond ihre Besetzung nochmals mit der Keyboarderin Maren, die jedoch bereits Anfang 2012 die Band aus persönlichen Gründen verließ.

## Erfolge
Als Duo brachten Didic und Gabrielle die Demo-Longplayer Blutrot und Ein Tropfen Seligkeit raus. Mit Ein Tropfen Seligkeit bewarben sie sich im Jahr 2007/2008 beim „Sonic Seducer's Battle of the Bands Contest“. Der Song Für die Ewigkeit erlangte in der Leserwahl des Magazins Platz 1.

## Diskografie
Alben
- 2005: Blutrot (Eigenvertrieb)
- 2007: Ein Tropfen Seligkeit (Eigenvertrieb)
- 2010: Desiderium (Danse Macabre Records)